# XForms
XForms — технология веб-форм, которая основана на архитектуре Model-View-Controller , где данные представляются в виде XML.
XForms была разработана консорциумом W3C, и совмещает в себе всю гибкость языка XML и смежных с ним технологий.
В целом данная технология была разработана для замены уже морально устаревших классических форм, поддерживаемых до этого.
При этом технология XForms не только отправляет информацию, но и имеет довольно широкие возможности для её обработки, к примеру:
1. Обработка правильности отправляемых данных (валидация).
2. Возможность взаимодействовать с протоколом SOAP.
3. Обработка данных со стороны клиента (нет необходимости перезагружать страницу).
4. Совмещение серверных технологий и преимуществ клиентской обработки.

Однако существенным минусом на данный момент является то, что многие браузеры всё ещё не поддерживают полностью данную технологию, однако решения уже появились. К примеру, для Internet Explorer была разработана специальная надстройка, которая позволяет внедрять поддержку форм в браузер. А для другого популярного браузера Mozilla Firefox был создан проект, который называется Mozilla XForms Project.
Несмотря на то, что существуют и альтернативные решения от популярных брендов, проблема всё ещё актуальна, так как менее 0,2 % пользователей на данный момент имеют реальную возможность полной обработки страницы с поддержкой технологии XForms.
XForms включены в спецификацию XHTML 2.0, в то время как HTML5 включает в себя формы, более схожие с формами HTML 4.